# Eliseus Williams

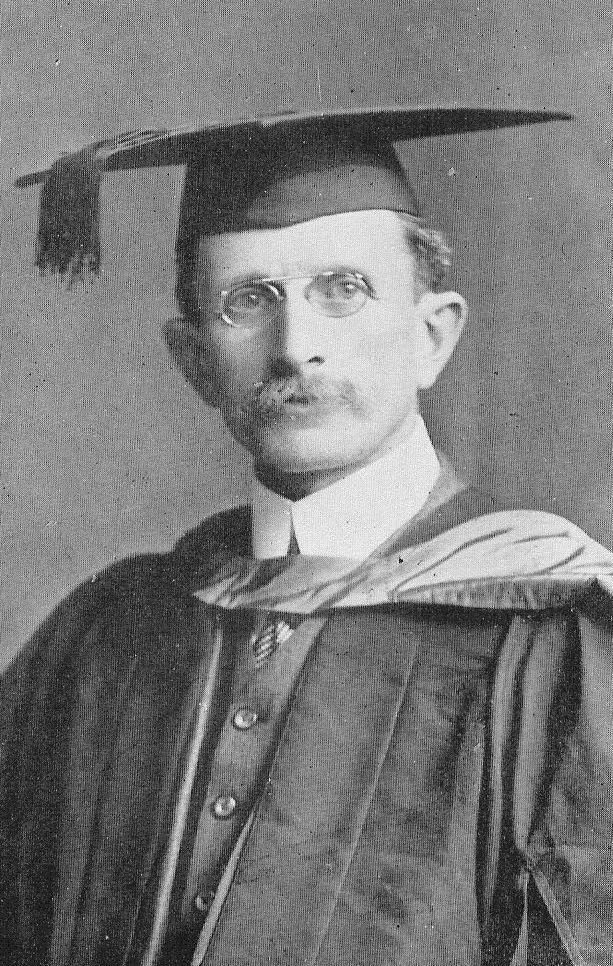
Eliseus Williams en una imagen posiblemente de 1919.

Eliseus Williams, conocido también por el seudónimo bárdico de Eifion Wyn', (Porthmadog, 2 de mayo de 1867 - 13 de octubre de 1926) fue un poeta galés en lengua galesa.
A pesar de haber recibido una educación básica, trabajó de maestro en la  Porthmadog Board School  y a Pentrefoelas. A partir del año 1889 hizo de predicador en diversas iglesias, aunque rehusó ordenarse sacerdote. De 1896, y hasta su muerte, trabajó como administrativo y contable en laNorth Wales Slate Company de su ciudad natal.
Compuso poesía en diversos estilos, tanto en la forma clásica como en verso libre, y obtuvo premios en eisteddfodau diversos, incluyendo el Nacional (como el de 1902). Publicó diversas recopilaciones de poesía, las más conocidas de los cuales seríanTelynegion Maes en Môr y Caniadau'r Allt (edición póstuma). En 1919, la universidad de Bangor le otorgó un "Magister Artium" honres causa en reconocimiento a su obra. Su vida nos ha sido documentada por la biografía que escribió su hijo, Peredur Wyn Williams: Eifion Wyn Llandysul: Gwasg Gomer, 1980.
Su documentación, manuscritos, correspondencia, diarios y ediciones de sus obras se conservan en el archivo nacional de Gales (Ficha (enlace roto disponible en Internet Archive; véase el historial, la primera versión y la última). y Inventario (enlace roto disponible en Internet Archive; véase el historial, la primera versión y la última).). Una escuela en Porthmadog lleva su nombre  Archivado el 8 de agosto de 2007 en Wayback Machine., y su seudónimo, Eifion Wyn, se utiliza ocasionalmente como nombre de fuentes galés. 

## Obras
- Ieuenctid y Dydd. Llyfr o farddoniaeth Caernarfon: Gwmni'r Wasg Genedlaethol Gymreig, 1894
- Y Bugail Porthmadog: W.O. Jones, [c. 1900]
- Telynegion Maes a Môr Caernarfon: Cwmni y Cyhoeddwyr Cymreig, 1906
- Tlws y Plant Llanwrtyd Wells, 1906. Libro de himnos con letra de Wyn
- Caniadau'r Allt London: Foyle's Welsh Depot, 1927. Edición póstuma
- O Drum i Draeth London: Foyle, 1929. Edición póstuma